# Оріон (Вісконсин)
Оріон (англ. Orion) — місто (англ. town) в США, в окрузі Ричленд штату Вісконсин. Населення — 541 особа (2020).

## Демографія
Згідно з переписом 2010 року, у місті мешкало 579 осіб у 233 домогосподарствах у складі 161 родини. Було 329 помешкань
Расовий склад населення:
| - 98,1 % — білих - 0,3 % — корінних американців - 0,2 % — чорних або афроамериканців - 0,2 % — азіатів |

До двох чи більше рас належало 0,5 %. Частка іспаномовних становила 1,7 % від усіх жителів.
За віковим діапазоном населення розподілялося таким чином: 22,8 % — особи молодші 18 років, 59,9 % — особи у віці 18—64 років, 17,3 % — особи у віці 65 років та старші. Медіана віку мешканця становила 42,4 року. На 100 осіб жіночої статі у місті припадало 108,3 чоловіків;  на 100 жінок у віці від 18 років та старших — 118,0 чоловіків також старших 18 років.
Середній дохід на одне домашнє господарство  становив 69 732 долари США (медіана — 58 750), а середній дохід на одну сім'ю — 75 724 долари (медіана — 59 792). Медіана доходів становила 42 000 доларів для чоловіків та 36 250 доларів для жінок. За межею бідності перебувало 10,3 % осіб, у тому числі 13,4 % дітей у віці до 18 років та 5,3 % осіб у віці 65 років та старших.
Цивільне працевлаштоване населення становило 330 осіб. Основні галузі зайнятості: виробництво — 19,1 %, освіта, охорона здоров'я та соціальна допомога — 17,3 %, роздрібна торгівля — 15,2 %.